# Сенарклан
Сенарклан (фр. Senarclens) — громада  в Швейцарії в кантоні Во, округ Морж.

## Географія
Громада розташована на відстані близько 85 км на південний захід від Берна, 14 км на північний захід від Лозанни.
Сенарклан має площу 4 км², з яких на 7,1% дозволяється будівництво (житлове та будівництво доріг), 87,8% використовуються в сільськогосподарських цілях, 5,1% зайнято лісами, 0% не є продуктивними (річки, льодовики або гори).

## Демографія
2019 року в громаді мешкало 477 осіб (+21,4% порівняно з 2010 роком), іноземців було 14,7%. Густота населення становила 120 осіб/км².
За віковим діапазоном населення розподілялося таким чином: 24,7% — особи молодші 20 років, 57,9% — особи у віці 20—64 років, 17,4% — особи у віці 65 років та старші. Було 178 помешкань (у середньому 2,6 особи в помешканні).
Із загальної кількості 103 працюючих 17 було зайнятих в первинному секторі, 11 — в обробній промисловості, 75 — в галузі послуг.